# متیو گیلمور
متیو گیلمور (انگلیسی: Matthew Gilmore؛ زادهٔ ۱۱ سپتامبر ۱۹۷۲) دوچرخه‌سوار اهل بلژیک است.
وی در مسابقات کشوری و بین‌المللی در مجموع برندهٔ ۱ مدال نقره شده‌است.